# Maria Cristina Caretta
Maria Cristina Caretta (Thiene, 11 gennaio 1964) è una politica italiana.

## Biografia
È stata presidente nazionale dal 2002 al 2009 della Confederazione delle Associazioni Venatorie Italiane (CONF.A.V.I.) e fondatrice della Fondazione per la Cultura Rurale Onlus. Ha inoltre lavorato come assistente al Parlamento Europeo dell'on. Sergio Berlato e come consigliere per le politiche venatorie del Ministro delle Politiche Agricole e Forestali dei governi Berlusconi II e II Gianni Alemanno.

## Attività politica
Alle elezioni politiche del 2013 l'Associazione per la Difesa e la Promozione della Cultura Rurale stringe un accordo con Fratelli d'Italia, ottenendo per Caretta il secondo posto alla Camera dei Deputati nella circoscrizione Veneto 1, senza tuttavia raggiungere l'elezione.
Alle elezioni politiche del 2018 viene eletta deputata nel collegio uninominale Veneto 2 - 07 (Schio) per la coalizione di centrodestra (in quota Fratelli d’Italia) con il 50,84% dei voti, superando Luca Canale del Movimento 5 Stelle (23,87%) e Simone Cecchetto del centrosinistra (18,73%). Nella XVIII legislatura della Repubblica è stata componente della 13ª Commissione Agricoltura.
Alle elezioni politiche anticipate del 2022 viene ricandidata alla Camera nel collegio uninominale Veneto 2 - 05 (Vicenza), sostenuta dalla coalizione di centro-destra in quota Fratelli d'Italia, venendo rieletta a Montecitorio col 56,27% dei voti e superando nettamente più del doppio rispetto al principale candidato del centro-sinistra Diego Zaffari (22,26%). Nella XIX legislatura è vicepresidente della 13ª Commissione Agricoltura e componente della Commissione parlamentare di inchiesta sul femminicidio, nonché su ogni forma di violenza di genere.